# Filip Vistorop
Filip Vistorop (* 29. April 1998 in Mostar) ist ein kroatischer Handballspieler.

## Karriere

### Im Verein
Filip Vistorop spielte zunächst für HMRK Zrinjski Mostar in Bosnien und Herzegowina. Ab 2018 spielte er dann für den kroatischen Rekordmeister RK Zagreb. Mit Zagreb gewann er 2019, 2021 und 2022 sowohl die kroatische Meisterschaft als auch den Pokal. Zudem spielte er in allen vier Spielzeiten bei Zagreb in der EHF Champions League. 2022 wechselte er zum deutschen Zweitligisten HBW Balingen-Weilstetten. 2023 stieg er mit Balingen als Meister in die Bundesliga auf. Im Sommer 2024 wechselte er zum Erstligisten ThSV Eisenach. Seit der Saison 2025/26 steht er bei der HSG Wetzlar unter Vertrag.

### In Auswahlmannschaften
Mit der kroatischen Jugend-Nationalmannschaft nahm er an der U19-Weltmeisterschaft 2017 teil. Mit den Junioren gewann er bei der U-21-Weltmeisterschaft 2019 die Silbermedaille.